# Oxymacaria pectinata
Oxymacaria pectinata är en fjärilsart som beskrevs av George Francis Hampson 1902. Oxymacaria pectinata ingår i släktet Oxymacaria och familjen mätare. Inga underarter finns listade i Catalogue of Life.